# مغاره میرزا
مغاره میرزا (به عربی: مغارة میرزا) یک روستا در سوریه است که در ناحیه سنجار واقع شده‌است. مغاره میرزا ۶۲۲ نفر جمعیت دارد.